# Iglesia de San Jorge el Real (Tudela)
La iglesia de San Jorge el Real de Tudela (Navarra) es de estilo manierista jesuítico del siglo XVII. Se encuentra en la plaza Mercadal. Fue la capilla del convento de los jesuitas hasta la expulsión de la Compañía de Jesús en 1767, seguidamente pasó a ser propiedad de la Corona, motivo por el que se denominó San Jorge el Real y por el que figura en su fachada el escudo de Carlos III. Posteriormente se convirtió en parroquia.

## Descripción general
La iglesia corresponde al modelo tradicional de templo manierista jesuítico, con una amplia nave de tres tramos con crucero y capillas laterales intercomunicadas. El esquema constructivo es el propio de la Contrarreforma, al estilo de la colegiata de Villagarcía de Campos y la Clerecia de Salamanca.
La nave está cubierta por una bóveda de cañón y el tramo central del crucero culmina en una cúpula. Las reformas efectuadas en el siglo XVIII le dieron su actual aspecto barroco, con pilastras cajeadas con capiteles compuestos y cornisa perimetral, así como las ornamentaciones de yeserías y la cúpula decorada al fresco. Destaca la torre octogonal y la sobriedad de la fachada de ladrillo.
Contiene un grandioso retablo barroco de 1749, obra de los tudelanos José y Antonio del Río, con decoraciones de influencia churrigueresca que anuncian el rococó. Presenta otros retablos de los siglos XVII y XVIII, destacan el de San Pablo (de 1670, con pinturas de Berdusán), los dieciochescos de la Misericordia, de Montserrat y de San Babil. Cabe citar también un Crucificado de Gabriel Joly fechado en 1537.
El antigo colegio de los jesuitas en la actualidad es el Centro Cultural Castel Ruiz.

## Historia y cronología de construcción
El conjunto de colegio e iglesia de los jesuitas de Tudela edificó entre 1600 y 1668, bajo la dirección de Juan González de Apaolaza.La capilla inicialmente estuvo dedicada a San Andrés. 
En 1749 fue restaurada la capilla, transformando las primitivas decoraciones manieristas en barrocas. 